# Marquesat de Santiago
Es coneixen amb el nom de Marquesat de Santiago diversos llocs de senyoriu jurisdiccional del concessionari, ravals de la ciutat de Huete en la diòcesi i actual província de Conca: el llogaret i parròquia d'Uterviejo (pertanyent llavors al municipi de Caracenilla, després incorporat a Huete) i l'antiga vila de Cuevas de Santiago, que en aquells dies ja era un caseriu del municipi de Mazarulleque (avui de la Vall de Altomira).
El concessionari va ser proveïdor general dels exèrcits de Felipe V durant la Guerra de Successió i arrendatari de diverses rendes reals (com les de la sal, de la Santa Creuada i del maestrazgo dels Ordes militars). L'atorgament del marquesat i dels senyorius que li van donar denominació va ser resultat d'una transacció amb la Real Hisenda, que així saldava els deutes que mantenia amb el asentista pels seus subministraments a l'exèrcit.